# Portela del Trigal
Portela del Trigal (llamada oficialmente Santa Ana da Portela do Trigal) es una parroquia española del municipio de Carballeda de Valdeorras, en la provincia de Orense, Galicia.

## Toponimia
La parroquia también es conocida por los nombres de Santa Ana de Portela del Trigal y Santa Ana de Portela do Trigal. 

## Organización territorial
La parroquia está formada por dos entidades de población:
- A Portela
- O Trigal

## Demografía
| Gráfica de evolución demográfica de Portela del Trigal entre 2000 y 2022 |
|                                                                          |
| Datos según el nomenclátor publicado por el INE.                         |